# Cheongdam-dong Alice
Cheongdam-dong Alice (청담동 앨리스?, Cheongdam-dong AelliseuLR) è una serie televisiva sudcoreana del 2013.

## Trama
Han Se-kyung è una ragazza onesta e volenterosa, che tuttavia malgrado l'impegno si ritrova sempre ferita sia nella vita personale che in quella lavorativa. Stanca della situazione, decide allora di diventare "cattiva": l'unico suo scopo diventa infatti sposare un uomo estremamente ricco, e vivere da mantenuta; la "vittima" prescelta è Cha Seung-jo, un facoltoso imprenditore che in realtà ha un animo romantico.